# Bottleneck

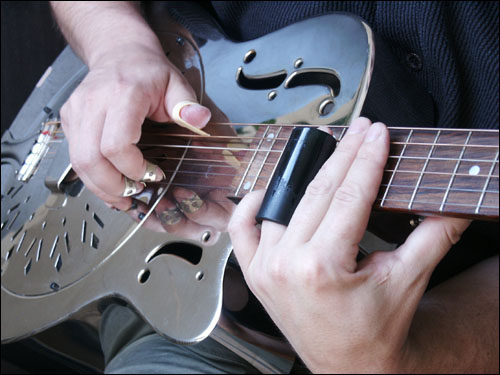
Bottleneckspiel

Ein Bottleneck (aus AmE bottleneck, englisch bottle neck = Flaschenhals) ist ein Zubehör für Gitarrenspieler, mit welchem Glissandi über das gesamte Griffbrett der Gitarre möglich sind. Da der Bottleneck während des Spiels über die Saiten gleitet, wird die Spieltechnik auch Slide (aus englisch to slide = schlittern, gleiten) genannt. 

## Spielweise
Während die Pioniere des Bottleneck-Spiels (z. B. Charley Patton) tatsächlich den Hals einer Glasflasche benutzten, sind heute speziell angefertigte Glas- oder Metallröhrchen erhältlich, die über einen Finger der Greifhand gestülpt werden. Die meisten Spieler benutzen den kleinen Finger, Ringfinger oder den Mittelfinger der Greifhand, wobei der kleine Finger den Vorteil hat, die verbleibenden Finger noch für das gegriffene Akkord- oder Solospiel nutzen zu können. Durch Gleiten mit dem Bottleneck auf den Saiten wird die Tonhöhe durch den Berührungspunkt des Bottlenecks und nicht durch die Bundstäbchen bestimmt. Dabei sollte der Bottleneck genau auf der Höhe des Bundstäbchens auf die Saiten gesetzt werden, da dann die Intonation „sauber“ klingt. 
Die Gitarre wird beim Spielen mit einem Bottleneck oft nicht in der Standardstimmung (E–A–D–G–H–E), sondern in einer „offenen Stimmung“ (Open Tuning – z. B. in D- oder G-Dur) gestimmt.

## Materialien

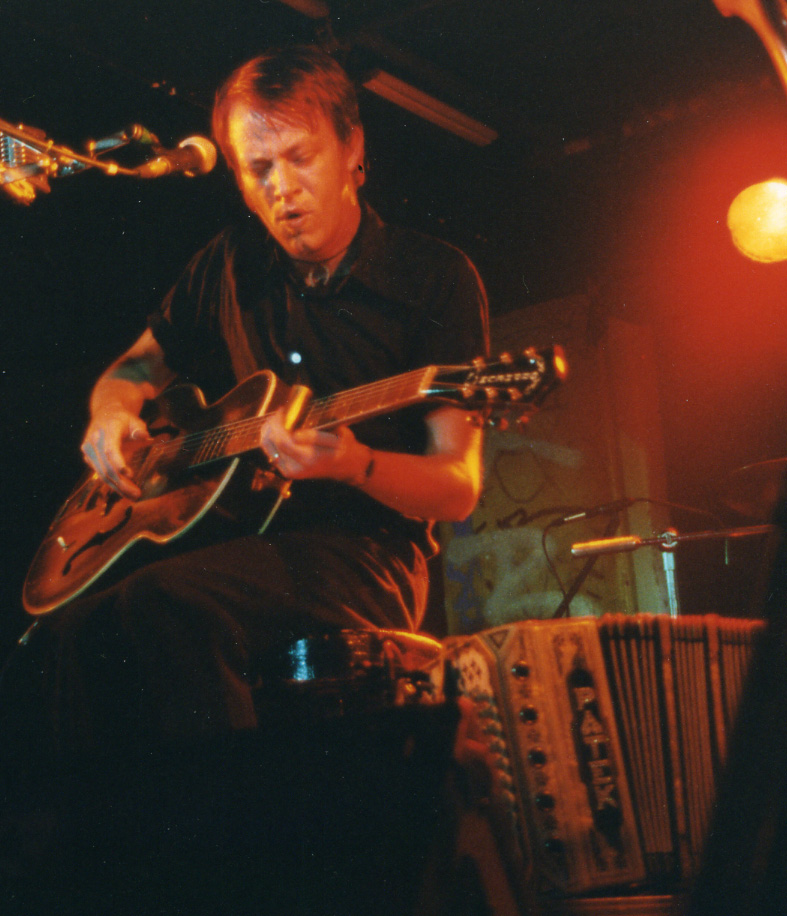
David Edwards (16 Horsepower) mit Bottleneck aus Metall

Die Klangunterschiede der Bottlenecks sind, abhängig von der Beschaffenheit des Materials, teilweise bemerkbar:
- Glasröhrchen erzeugen einen warmen, weichen Sound mit wenig Nebengeräuschen. Glasbottlenecks, wie sie etwa Kokomo Arnold benutzte, können fertig erworben oder aus alten Schnapsflaschen zugesägt[1] werden. Viele bekannte Gitarristen (z. B. Duane Allman, Warren Haynes) nutzen die legendären Coricidin-Fläschchen (Glasfläschchen für Schmerztabletten, die als Nachbau wieder erhältlich sind).
- Metallröhrchen klingen im Gegensatz zu Glasröhrchen wesentlich aggressiver, mit mehr Sustain, aber mit der Gefahr von mehr Nebengeräuschen.
- Einige der „alten“ Slide-Gitarristen haben auch den Rücken eines Rasiermessers benutzt (man hatte es ja meist in seinem Waschzeug dabei)
- Die Sounds von Keramik- oder Messing-Bottlenecks sind Mischformen der akustischen Wirkung der vorgenannten Materialien.
- Ry Cooder benutzt zum Slide-Spiel einen eigens dafür präparierten Knochen.[2]

Neben dem Material ist auch das Gewicht des Slides für den Ton verantwortlich.
Um den unterschiedlichen Saitenabstand durch einen gerundeten Sattel oder Stegeinlage der Gitarre auszugleichen, gibt es Bottlenecks auch in konischer Form.